# NGC 4137
NGC 4137 ist eine Balken-Spiralgalaxie vom Hubble-Typ SBc im Sternbild Jagdhunde am Nordsternhimmel. Sie ist schätzungsweise 502 Millionen Lichtjahre von der Milchstraße entfernt. 
Das Objekt wurde am 4. Mai 1881 von Edouard Stephan entdeckt.